# صافية جلال
صافية جلال (مواليد 4 مارس 1983) هي رياضية بارلمبية جزائرية، حاصلة على ميدالية ذهبية في دورة الألعاب البارالمبية الصيفية 2004 في أثينا، وميدالية فضية في دورة الألعاب البارالمبية الصيفية 2012 في لندن في مسابقة رمي الرمح F56-58، شاركت صافية في دورة الألعاب البارالمبية الصيفية 2020 في طوكيو، حيث فازت بميدالية ذهبية في مسابقة رمي الجلة فئة F57 محققة مسافة 11.29 متر، مسجلة رقما قياسيا عالميا جديدا.

## روابط خارجية
- صافية جلال على موقع Paralympic.org (الإنجليزية)
- صافية جلال على موقع IPC.InfostradaSports.com (مؤرشف) (الإنجليزية)